# One Day in Your Life (singel Michaela Jacksona)
One Day in Your Life – singel Michaela Jacksona z albumu Forever, Michael. Utwór znalazł się również na kompilacji pod tym samym tytułem.

## Lista Utworów
1. "One Day in Your Life"
2. "Take Me Back"

## Notowania
| Lista (1981)             | Najwyższa pozycja |
| ------------------------ | ----------------- |
| Australian Singles Chart | 9                 |
| Dutch Singles Chart      | 1                 |
| Irish Singles Chart      | 1                 |
| Springbok Radio          | 1                 |
| UK Singles Chart         | 1                 |
| US Billboard Hot 100     | 55                |
| Lista (2009)             | Najwyższa pozycja |
| UK Singles Chart         | 94                |